# Riatia lineata
Riatia lineata är en kackerlacksart som beskrevs av Rocha e Silva och Aguiar 1977. Riatia lineata ingår i släktet Riatia och familjen småkackerlackor. Inga underarter finns listade i Catalogue of Life.